# صفة حرف (العربية)
صفة الحرف عند المجودين هي كيفية يوصف بها الحرف عند حصوله في المخرج، فتوصف الحروف مثلا بالجهر أو الهمس أو الشدة وغير ذلك وعددها سبع عشرة صفة، على القول المختار عند أهل هذا الفن.
- تنقسم هذه الصفات السبع عشرة إلى قسمين:

1. قسم له ضد وهي عشر صفات:
  1. الجهر وضده الهمس
  2. الشدة وضدها الرخاوة والتوسط
  3. الاستعلاء وضده الاستفال
  4. الإطباق وضده الانفتاح
  5. الإذلاق وضده الإصمات
2. صفات ليس لها ضد وهي سبع صفات:
  1. الصفير
  2. القلقلة
  3. اللين
  4. الانحراف
  5. التكرير
  6. التفشي
  7. الاستطالة

الصفات المتضادَّة لا تجتمع في حرف واحد.

## التي لها ضد

### الجهر والهمس
الجهر هو منع جريان النفس عند النطق بالحرف لقوة الاعتماد عليه في المخرج، وهو من صفات القوة ومن الصفات التي لها ضد.
- أما ضده فهو «الهمس» والهمس صفة من صفات الضعف، ومعناه جريان النفس مع الحرف، لضعف الاعتماد عليه في المخرج وعدد حروف الهمس عشرة وهي:

«الفاء، الحاء، الثاء، الهاء، الشين، الخاء، الصاد، السين، الكاف، التاء».
وهي مجموعة في هذه الكلمات: «فحثه شخص سكت»، وما تبقى من حروف الهجاء فهي حروف الجهر لإن الحرف إذا وصف بصفة فلا يوصف بضدها.

### الشدة والتوسط والرخاوة
الرخاوة هي جريان الصوت مع الحرف لضعفه في المخرج وهي من صفات الضعف، ومن الصفات التي لها ضد، وضدها الشدة والتوسط:
- الشدة: هي امتناع جريان الصوت مع الحرف لقوته في المخرج.

وحروفه ثمانية «الهمزة، والجيم، والدال، والقاف، والطاء، والباء، والكاف، والتاء»، مجموعة في كلمة «أجد قط بكت»
- التوسط: هو صفة بين الشدة والرخاوة، وهو من صفات التوسط.

وعدد حروفه خمسة «اللام، النون، العين، الميم، الراء» وهي مجموعة أيضا في كلمتي «لن عمر»
- بهذا تكون الحروف الباقية غير حروف الشدة والتوسط هي حروف الرخاوة.

### الاستفال والاستعلاء
الاستفال هو انخفاض اللسان عن الحنك الأعلى عند النطق بالحرف، وهو من صفات الضعف، وضده الاستعلاء.
- الاستعلاء: وهو ارتفاع اللسان إلى الحنك الأعلى عند النطق بالحرف، والاستعلاء من صفات القوة.

حروفه هي حروف التفخيم وعددها سبعة «الخاء، الصاد، الضاد، الغين، الطاء، القاف، الظاء» وأقوى هذه الحروف هو الظاء.
- إذا لم يكن الحرف من حروف الاستعلاء فهو من حروف الاستفال.[7]

### الانفتاح والإطباق
الانفتاح هو تجافي كل من طائفتي اللسان والحنك الأعلى عن الأخرى حتى يخرج النفس من بينهما عند النطق بالحرف، وهو من صفات الضعف. وحروفها خمسة وعشرون، وهي ما عدا حروف الإطباق. وضده:
- الإطباق: وهو تلاقي طائفتي اللسان والحنك الأعلى عند النطق بالحرف، والإطباق من صفات القوة.[5][8][7][9]

وحروفه أربعة «الصاد، الضاد، الطاء، الظاء»، وهذه الأحرف الأربعة هي أقوى حروف التفخيم، وما بقي من الحروف فهي حروف الانفتاح.

### الإصمات والإذلاق
الإصمات هو منع انفراد حروفه أصولا في الكلمة الرباعية أو الخماسية لثقل النطق بها، بل لابد أن يكون في الكلمة حرف مذلق فأكثر حتى تكون عربية والإصمات صفة بين القوة والضعف وضده:
- الإذلاق: وهوإخراج الحرف محكما من طرف اللسان والشفة، والإذلاق صفة بين الضعف والقوة، وهي خفة النطق بالحرف.

وحروف الإذلاق ستة «الفاء، الراء، الميم، النون، اللام، الباء»، وهي مجموعة في كلمة «فر من لب»، وما بقي من حروف فحروف الإصمات.

## التي ليس لها ضد

### الصفير
الصفير هو صوت زائد يشبه صوت الطائر، ويخرج من بين الشفتين ملازما لحروفه، ليس له ضد.
- حروفه ثلاثة وهي: «الصاد، الزاي، السين»، وأقوى هذه الحروف حرف الصاد لما فيه من استعلاء وإطباق.

سميت حروف الصفير لأنك تسمع لها عند النطق صوتا يشبه صوت بعض الطيور.
- الصاد يشبه صوت الأوز.
- الزاي يشبه صوت النحل.
- السين يشبه صوت الجراد.

### القلقلة
القلقلة هي اضطراب في المخرج عند النطق بأي حرف من حروف القلقلة الخمسة عند سكونه حتى تسمع له نبرة قوية.
- حروف القلقلة هي «القاف، الطاء، الباء، الجيم، الدال» وهي مجموعة في كلمتي «قطب جد».
- السبب في حدوث الاضطراب والقلقلة شدة حروفها لما فيها من الجهر والشدة.
- للقلقلة مراتب أعلاها في الطاء وأوسطها في الجيم وأدناها في باقي حروف القلقلة.

والقلقلة صفة لازمة لهذه الأحرف إذا سكنت، سواء كان ذلك في وسط الكلمة أو في آخرها، ويجب بيانها في الوقف أكثر من الوصل خاصة إذا كان الحرف الواقع في القلقلة مشددا مثل قوله تعالى: ((الحق))، قال ابن الجزري:

### اللين
اللين هو إخراج الحروف في سهولة وعدم كلفة.
- حروفه اثنان «الواو، الياء» الساكنتان المفتوح ما قبلهما مثل ((خَوْفٌ)) لاحظ الواو الساكنة والخاء المفتوحة.

### الانحراف
وهو ميل الحرف عن مخرجة.
- حروفه اثنان «اللام، الراء» فالانحراف صفة ملازمة لهما لانحرافهما عن مخرجهما حتى يتصلا بمخرج غير مخرجهما، فاللام مخرجها ما بين حافتي اللسان فتنحرف إلى طرف اللسان، والراء مخرجها طرف اللسان فتنحرف إلى ظهر اللسان.

### التكرير
التكرير هو ارتعاد رأس اللسان عند النطق بحرف الراء فقط، فالتكرير صفة للراء خاصة، وهذه الصفة تعرف لتخفى وتجتنب.
- وليس معنى إخفاء التكرير إعدامه كليا؛ لأن إعدامه كليا يسبب حبسا للصوت يترتب عليه أن تكون الراء شبيهه بالطاء وهو خطأ، وإنما تعطى شيئا بسيطا حتى لا تختفي صفة الراء.

قال ابن الجزري:
- وأخف تكريرا إذا تشددا

ليس معنى إخفاء التكرير إعدامه كليا؛ لأن إعدامه كليا يسبب حبسا للصوت يترتب عليه أن تكون الراء شبيهه بالطاء وهو خطأ.
صفة الخفاء هي صفة لحروف المد الثلاثة إضافة للهاء.

### التفشي
التفشي هو انتشار الهواء عند النطق بحرف الشين.

### الاستطالة
هي امتداد الصوت من أول إحدى حافتي اللسان إلى آخره، وهي صفة لحرف الضاد فقط.

## صفات الحروف
| حروف | صفات | صفات  | صفات    | صفات   | صفات   | صفات    | صفات  | جملة الصفات |
| حروف | 1    | 2     | 3       | 4      | 5      | 6       | 7     | جملة الصفات |
| ---- | ---- | ----- | ------- | ------ | ------ | ------- | ----- | ----------- |
| ء    | جهر  | شدة   | استفال  | انفتاح | إصمات  | -       | -     | 5           |
| ب    | جهر  | شدة   | استفال  | انفتاح | إذلاق  | قلقلة   | -     | 6           |
| ت    | همس  | شدة   | استفال  | انفتاح | إصمات  | -       | -     | 5           |
| ث    | همس  | رخاوة | استفال  | انفتاح | إصمات  |         |       | 5           |
| ج    | جهر  | شدة   | استفال  | انفتاح | إصمات  | قلقلة   | -     | 6           |
| ح    | همس  | رخاوة | استفال  | انفتاح | إصمات  | -       | -     | 5           |
| خ    | همس  | رخاوة | استعلاء | انفتاح | إصمات  | -       | -     | 5           |
| د    | جهر  | شدة   | استفال  | انفتاح | إصمات  | قلقلة   | -     | 6           |
| ذ    | جهر  | رخاوة | استفال  | انفتاح | إصمات  | -       | -     | 5           |
| ر    | جهر  | توسط  | استفال  | انفتاح | إذلاق  | انحراف  | تكرير | 7           |
| ز    | جهر  | رخاوة | استفال  | انفتاح | إصمات  | صفير    | -     | 6           |
| س    | همس  | رخاوة | استفال  | انفتاح | إصمات  | صفير    | -     | 6           |
| ش    | همس  | رخاوة | استفال  | انفتاح | إصمات  | تفش     | -     | 6           |
| ص    | همس  | رخاوة | استعلاء | إطباق  | إصمات  | صفير    | -     | 6           |
| ض    | جهر  | رخاوة | استعلاء | إطباق  | إصمات  | استطالة | -     | 6           |
| ط    | جهر  | شدة   | استعلاء | إطباق  | إصمات  | قلقلة   | -     | 6           |
| ظ    | جهر  | رخاوة | استعلاء | إطباق  | إصمات  | -       | -     | 5           |
| ع    | جهر  | توسط  | استفال  | انفتاح | إصمات  | -       | -     | 5           |
| غ    | جهر  | رخاوة | استعلاء | انفتاح | إصمات  | -       | -     | 5           |
| ف    | همس  | رخاوة | استفال  | انفتاح | إذلاق  | -       | -     | 5           |
| ق    | جهر  | شدة   | استعلاء | انفتاح | إصمات  | قلقلة   | -     | 6           |
| ك    | همس  | شدة   | استفال  | انفتاح | إصمات  | -       | -     | 5           |
| ل    | جهر  | توسط  | استفال  | إذلاق  | انحراف | -       | -     | 6           |
| م    | جهر  | توسط  | استفال  | انفتاح | إذلاق  | انحراف  | -     | 6           |
| ن    | جهر  | توسط  | استفال  | انفتاح | إذلاق  | -       | -     | 5           |
| ه    | همس  | رخاوة | استفال  | انفتاح | إصمات  | -       | -     | 5           |
| و    | جهر  | رخاوة | استفال  | انفتاح | إصمات  | لين     | -     | 6           |
| ي    | جهر  | رخاوة | استفال  | انفتاح | إصمات  | لين     | -     | 6           |

| صفات القوة | صفات الضعف | صفات التوسط |
| ---------- | ---------- | ----------- |
| الجهر      | الهمس      | الإصمات     |
| الاستعلاء  | الاستفال   | الإذلاق     |
| الشدة      | الرخاوة    |             |
| إطباق      | الانفتاح   |             |
| انحراف     | اللين      |             |
| القلقلة    |            |             |
| تكرير      |            |             |
| تفشي       |            |             |
| استطالة    |            |             |
| غنة        |            |             |
| صفير       |            |             |

| الصفة    | ضدها          |
| -------- | ------------- |
| الجهر    | الهمس         |
| الرخاوة  | الشدة والتوسط |
| الاستفال | الاستعلاء     |
| الانفتاح | الإطباق       |
| الإصمات  | الإذلاق       |